# Reiner Rhefus
Reiner Rhefus (* 25. April 1957 in Düsseldorf) ist ein deutscher Historiker, Sozialpädagoge und Autor mit Schwerpunkt Stadtgeschichte und Industriekultur in Wuppertal.

## Leben
Reiner Rhefus absolvierte nach der Volksschule von 1970 bis 1973 eine Lehre als technischer Zeichner in einem großen Düsseldorfer Metallbetrieb. Er wurde dort gewerkschaftlich und politisch sozialisiert. Anschließend erwarb er auf dem Zweiten Bildungsweg das Abitur und studierte an der Pädagogischen Hochschule mit Abschluss als Diplom-Sozialpädagoge. 1984 begann er seine berufliche Tätigkeit bei der Volkshochschule Wuppertal. Er war von 1984 bis März 2003 Stadtführer, Kurator für Projekte beim Kulturbüro der Stadt Wuppertal. 2004 wechselte der an das Museum Industriekultur, in dem er sich schwerpunktmäßig mit dem Museumsprogramm, Stadtführungen zu Friedrich Engels und mit der Sozial- und Industriegeschichte, Stadtteilgeschichte und Geschichte der Arbeiterbewegung beschäftigte. An der Aufstellung von Gedenkplaketten und der Ausarbeitung von Routen der Industriekultur in seiner Heimatstadt war er maßgeblich beteiligt. Im März 2023 ging er in den Ruhestand.
Rhefus hat die Verteilstelle der ehemaligen Konsumgenossenschaft Vorwärts – Befreiung entdeckt und zur Erhaltung 2004 den Förderverein Konsumgenossenschaft Vorwärts Münzstraße e. V. gegründet. Seit 2014 besteht eine Dauerausstellung zur Geschichte der Konsumgenossenschaften im Rheinland. Die Räumlichkeiten – jetzt Verteilstelle für Kunst und Geschichte – werden auch für andere Ausstellungen und Veranstaltungen genutzt.

## Veröffentlichungen
- »Dies schöne Land, wenn man darin nur leben könnte«. Friedrich Engels’ Familiengeschichte und sein Einfluss auf die Arbeiterbewegung im Wuppertal, VSA: Verlag, Hamburg 2023, ISBN 978-3-96488-110-6
- Friedrich Engels im Wuppertal. Auf den Spuren des Denkers, Machers und Revolutionärs im »deutschen Manchester«, VSA: Verlag, Hamburg 2020, ISBN 978-3-96488-065-9
- „Empor aus Nacht zum Licht“. Die Revolution von 1918–1919 im Wuppertal. Schauplätze, Ereignisse und Akteure, Klartext, Essen 2018, ISBN 978-3-8375-2028-6
- Durch Tunnel & über Viadukte. Industriekultur entlang der Nordbahntrasse, dem Panoramaweg auf der ehemaligen Rheinischen Strecke in Wuppertal, Hrsg.: Netzwerk Industriekultur Bergisches Land e.V., Wuppertal 2017, ISBN 978-3-9816981-2-1, 2. Aufl.
- Gut und preiswert: Brot aus der Konsum-Großbäckerei, in: Industrie-Kultur. Denkmalpflege, Landschaft, Sozial-, Umwelt- und Technikgeschichte. ISSN 0949-3751. 20(2014), Heft 2

- Mit Hinrich Heycken: Fäden, Farben, Wasser, Dampf – das Industrie-Zeitalter im Wuppertal Teil: Route 5a von 13., Arrenberg – Arbeiterviertel und Armenhilfe, Momberger, Wuppertal 2012, ISBN 978-3-940439-24-6
- Spurensicherung 1920. Der Arbeiteraufstand gegen den Kapp-Putsch und die damalige Arbeiterkultur im Bergischen Land; stadthistorische Wanderungen und Touren durch Remscheid, Wuppertal und Velbert, ein politischer Reiseführer, Klartext, Essen 2000, ISBN 978-3-88474-877-0

## Ausstellungen
- 2023: Novemberrevolution 1918/19
- 2024: Der großen Streiks im Jahr 1924[4]
- 2024: 100 Jahre Nie wieder Krieg